# Aristolochia fimbriata
Aristolochia fimbriata é uma espécie de planta trepadeira da família das aristoloquiáceas conhecida popularmente como jarrinha.
A planta está descrita na Flora Brasiliensis de Martius..

## Uso medicinal
Esta espécie é usada contra gripes, arrepios, febres e no tratamento de asma na África do Sul.